# Innsbrucks universitet

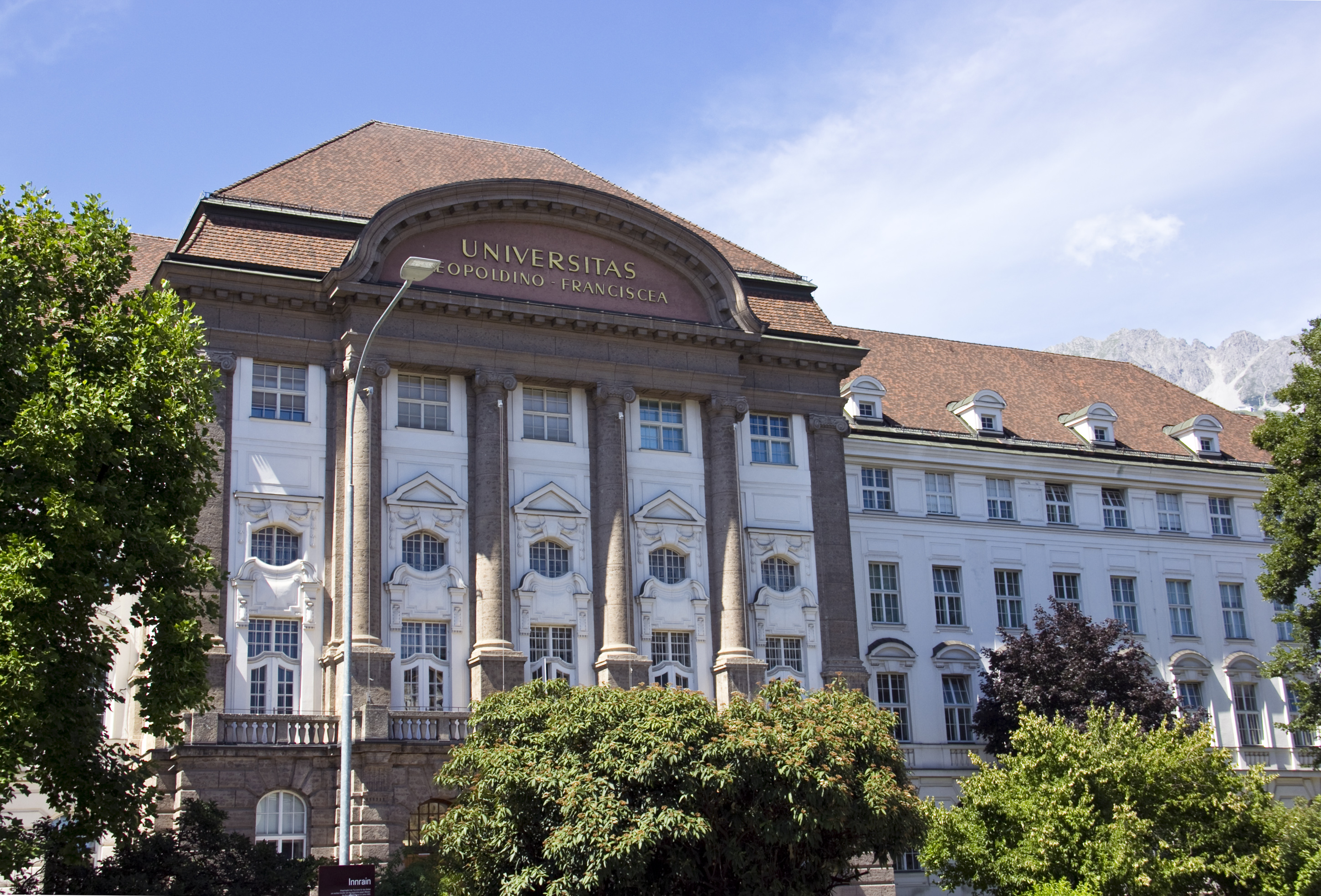
Universitets huvudbyggnad.

Innsbrucks universitet (tyska: Leopold-Franzens-Universität Innsbruck) är ett universitet beläget i Innsbruck i Österrike. 
Universitetet grundades 15 oktober 1669 på befallning av tysk-romerske kejsaren Leopold I.
Sedan 2004 består universitetet av femton fakulteter.